# Équipe de France masculine de handball au Championnat du monde 1993
Cet article relate le parcours de l'Équipe de France de handball masculin lors du Championnat du monde 1993 organisé en Suède du 10 au 20 mars 1993. Il s'agit de la 9e participation de la France aux Championnats du monde.
Sept mois après la médaille de bronze remportée aux Jeux olympiques de 1992, la France confirme qu'elle est devenue une nation majeure en disputant sa première finale mondiale, perdue face à la Russie 19-28.
Lors du tour préliminaire, la France perd son premier match face à la Suisse, mais remporte les deux matchs suivants d'un petit but face à la Norvège puis la Roumanie et se qualifie dans la difficulté pour le tour principal. Les Bleus, beaucoup plus tranchants, y remportent leurs trois matchs face à l'Équipe unie de République tchèque et de Slovaquie puis l'Espagne (comme à Barcelone) et enfin l'Égypte. Bénéficiant de la défaite la Suisse face à l'Équipe unie de République tchèque et de Slovaquie, la France termine ainsi première de sa poule et se qualifie pour la finale. A noter que les Français ont eu la chance de tomber dans une poule nettement plus facile que le Groupe II qui a notamment regroupé les deux meilleurs nations mondiale (la Russie et la Suède) ainsi que l'Allemagne, l'Islande et le Danemark. En finale, les Bleus font illusion pendant quarante-deux minutes (16-16) avant de craquer physiquement par manque de rotation, évitant de peu la défaite de dix buts (19-28).

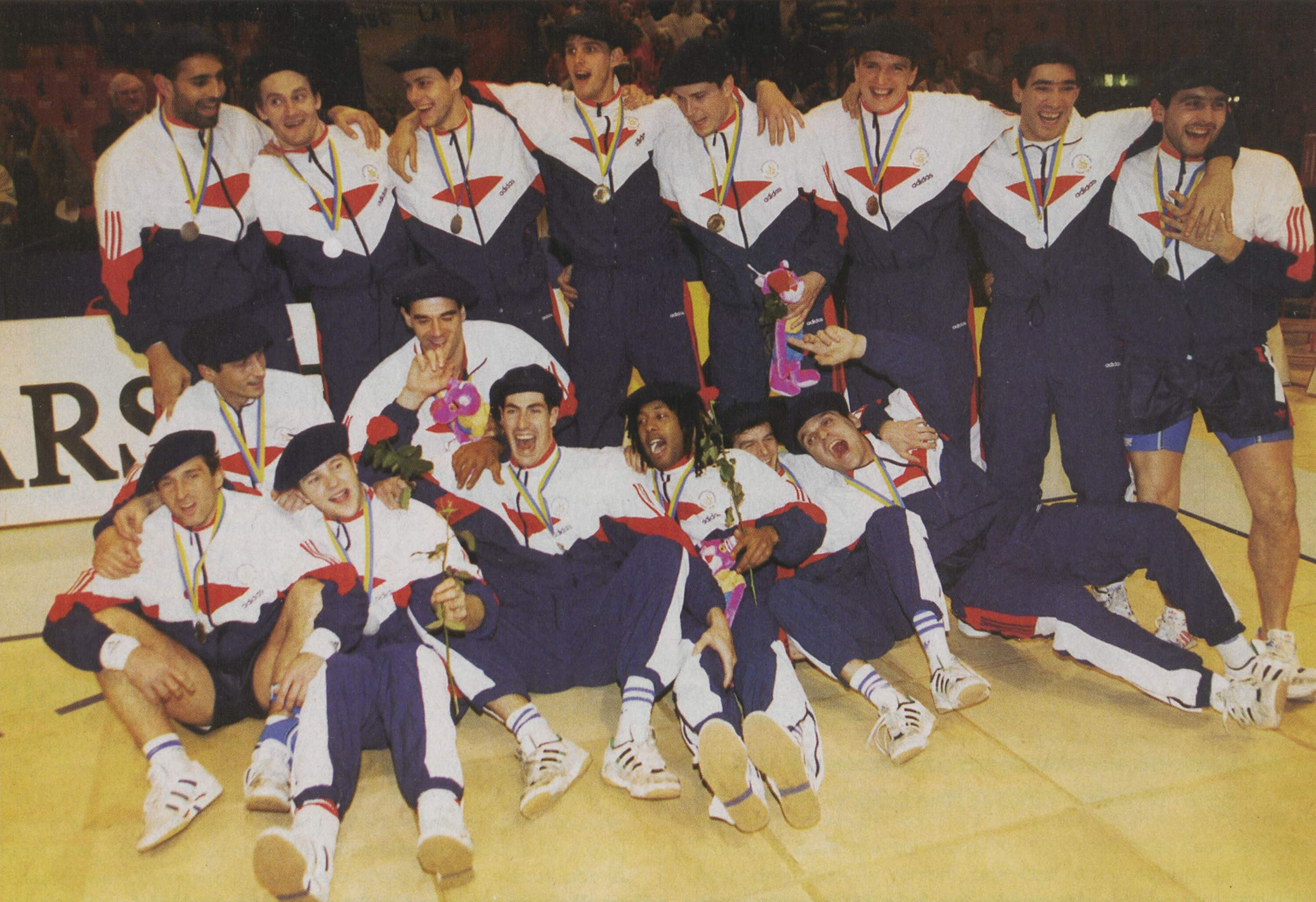
Les Français, heureux après leur première médaille à un Championnat du monde.
• Debout : Denis Lathoud, Laurent Munier, Christian Gaudin, Philippe Schaaf, Pascal Mahé, Patrick Lepetit, Gaël Monthurel, Stéphane Stoecklin.
• Accroupis : Jean-Luc Thiébaut, Frédéric Perez.
• Assis : Thierry Perreux, Philippe Julia, Frédéric Volle, Jackson Richardson, Éric Quintin, Philippe Gardent.

## Présentation

### Qualification
L'équipe de France a obtenu sa qualification grâce à sa neuvième place au championnat du monde 1990.

### Matchs de préparation
Le programme de l'équipe de France jusqu'au Championnat du monde 1993 est :
- 19 - 22 octobre 1992 : double confrontation Suède - France ;
- 26 au 30 décembre 1992 rencontres en Islande ;
- 28 janvier au 4 février 1993 : tournée dans le Golfe Persique ;
- 8 au 12 février 1993 stage à Istres ;
- 13 et 14 février 1993 : France - Portugal à Avignon puis à Antibes ;
- 18 au 20 février 1993 : tournoi de France à Besançon ;
- 26 au 28 février 1993 : tournoi de Paris ;
- 4 au 7 mars 1993 : stage à Istres.

Les résultats du Tournoi de France, disputé à Besançon du 18 au 20 février 1993, sont :
- Jeudi 18 février, France b. Suisse : 27-22 (13-10).
  -  France : Volle (4), Lathoud (5), Quintin (1), Gardent (7), Perreux (4, dont 3 pen.), Munier (4), Richardson (1), Stoecklin (1).
  -  Suisse : Spengier (1), Rubin (2), Christen (1 pen.), U. Scharer (2), Brunner (6), S. Scharer (2), Eggenberger (3), Baumgartner (4, dont 3 pen.), Balmelli (1).
- Vendredi 19 février, France b. Équipe unifiée des Républiques tchèque et slovaque : 27-18 (12-9).
  -  France : Volle (4), Lathoud (9, dont 1 pen.), Monthurel (1), Gardent (4), Perreux (3, dont 1 pen.), Munier (1), Richardson (2), Stoecklin (3).
  -  Républiques tchèque et slovaque : Suma (4, dont 1 pen.), Prokop (2), Tarhai (1), Sovadina (1), Hudak (4), Sehut (1), Tonar (3, dont 1 pen.), Hrabal (2).
- Samedi 20 février, France b. Islande : 23-19 (9-12).
  -  France : Volle (5, dont 1 pen.), Lathoud (6, dont 1 pen.), Monthurel (2), Quintin (1), Gardent (2), Munier (3), Richardson (1), Stoecklin (3, dont 1 pen.).
  -  Islande : Beinteinsson (3), B. Sigurdsson (4), Gunnarsson (3), S. Bjarnason (1), Gilsson (2), G. Sveinsson (4), Jonasson (2, dont 1 pen.).
- Classement final :

1. France, 6 pts
2. Suisse, 2 (78-79)
3. Républiques tchèque et slovaque, 2 (75-83)
4. Islande, 2 (73-82)

L'équipe de France a ensuite participé au Tournoi de Paris, disputé à Bercy du 26 au 28 février 1993  :
- Vendredi 26 février 1993, France b. Autriche : 25-24 (12-12).
  -  France : Volle (7, dont 2 pen.), Lathoud (7, dont 1 pen.), Gardent (4), Perreux (3, dont 2 pen.), Munier (1), Richardson (1), Stoecklin (1 pen.).
  -  Autriche : Dittert (7, dont 1 pen.), Ascherbauer (4), Mahne (4), Gangel (3), Frimmel (2), Kaschutz (1), W. Higatzberger (1), Caras (1), S. Higatzberger (1).
- Samedi 27 février 1993, France b. Corée du Sud : 28-16 (13-4).
  -  France : Schaaf (4), Volle (2), Lepetit (3), Monthurel (3), Gardent (4), Perreux (2, dont 1 pen.), Munier (2), Richardson (6, dont 1 pen.), Stoecklin (2).
  -  Corée du Sud : Kang-wook (2), Sung-jin (2 pen.) , Young-sun (2), Young-shin (2), Kyu-chang (1), Bum-yon (7, dont 2 pen.).
- Dimanche 27 février 1993, Suède b. France : 27-26 (12-13).
  -  Suède : Wislander (2), Lindgren (2), Carlen (4), Cato (3), R. Andersson (2), Thorsson (6), S. Olsson (1), M. Andersson (7, dont 4 pen.).
  -  France : Mahé (1 pen.), Volle (2), Lathoud (6), Lepetit (3), Quintin (1), Gardent (2), Perreux (6, dont 1 pen.), Munier (1), Richardson (2), Stoecklin (2, dont 1 pen.).
- Classement final :

1. Suède, 5 points
2. France, 4 points
3. Autriche, 3 points
4. Corée du Sud, 0 point.

### Effectif
L'effectif de l'équipe de France au championnat du monde 1993 était :
Remarques :
- l'âge est calculé au 10 mars 1993, jour du premier match de la France,
- pour les buts, le nombre entre parenthèses est le nombre de buts marqués sur penalty.

## Résultats

### Tour préliminaire
La France évolue dans le Groupe B à Karlstad :
|   | Équipe   | Pts | J | G | N | P | Bp | Bc | Diff | Dép |
| - | -------- | --- | - | - | - | - | -- | -- | ---- | --- |
| 1 | Suisse   | 4   | 3 | 2 | 0 | 1 | 65 | 59 | 6    | +2  |
| 2 | France   | 4   | 3 | 2 | 0 | 1 | 68 | 68 | 0    | -2  |
| 3 | Roumanie | 3   | 3 | 1 | 1 | 1 | 56 | 56 | 0    | /   |
| 4 | Norvège  | 1   | 3 | 0 | 1 | 2 | 51 | 57 | -6   | /   |

| Date                | Équipe 1 | Score           | Équipe |
| ------------------- | -------- | --------------- | ------ |
| 10 mars 1993, 18h00 | France   | 24 – 26 (10-8)  | Suisse |
| 12 mars 1993, 20h00 | Norvège  | 20 – 21 (11-10) | France |
| 13 mars 1993, 16h00 | Roumanie | 22 – 23 (10-9)  | France |

### Phase finale
La France évolue dans le Groupe I à Halmstad.
|   | Équipe           | Pts | J | G | N | P | Bp  | Bc  | Diff |
| - | ---------------- | --- | - | - | - | - | --- | --- | ---- |
| 1 | France           | 8   | 5 | 4 | 0 | 1 | 115 | 103 | 12   |
| 2 | Suisse           | 6   | 5 | 3 | 0 | 2 | 121 | 118 | 3    |
| 3 | Espagne          | 5   | 5 | 2 | 1 | 2 | 105 | 101 | 4    |
| 4 | Tchécoslovaquie* | 5   | 5 | 2 | 1 | 2 | 104 | 110 | -6   |
| 5 | Roumanie         | 4   | 5 | 2 | 0 | 3 | 105 | 110 | -5   |
| 6 | Égypte           | 2   | 5 | 1 | 0 | 4 | 100 | 109 | -9   |

| Date                | Équipe 1        | Score          | Équipe  |
| ------------------- | --------------- | -------------- | ------- |
| 15 mars 1993, 20h00 | Tchécoslovaquie | 18 – 26 (7-13) | France  |
| 16 mars 1993, 20h00 | France          | 23 – 21 (9-12) | Espagne |
| 18 mars 1993, 16h00 | Égypte          | 16 – 19 (7-11) | France  |

### Finale: défaite face à la Russie
| 20 mars 1993 18h00 CET | France               | 19 – 28                    | Russie                 | Globe Arena, Stockholm Affluence : 13 000 Arbitrage : Johansson & Kjellqvist |
| 20 mars 1993 18h00 CET | Lathoud, Stoecklin 4 | (11-13)                    | Koudinov, Dujshebaev 6 | Globe Arena, Stockholm Affluence : 13 000 Arbitrage : Johansson & Kjellqvist |
| 20 mars 1993 18h00 CET | ×4                   | Hand Action ABC de Sevilla | ×7 ×1                  | Globe Arena, Stockholm Affluence : 13 000 Arbitrage : Johansson & Kjellqvist |

| 1                                 | GB  | Christian Gaudin   | 4 arrêts       |                         |
| 12                                | GB  | Jean-Luc Thiébaut  | 6 arrêts       |                         |
| 3                                 | DEF | Pascal Mahé        | -              | Suspension · Suspension |
| 4                                 | ARD | Philippe Schaaf    | 2/5            | Suspension              |
| 5                                 | ARG | Frédéric Volle     | 1/4            |                         |
| 6                                 | ARG | Denis Lathoud      | 4/12           |                         |
| 11                                | ALG | Éric Quintin       | 0/1            |                         |
| 13                                | P   | Philippe Gardent   | 1/3            |                         |
| 14                                | ALD | Thierry Perreux    | 3/7            |                         |
| 15                                | DC  | Laurent Munier     | 2/2            | Suspension              |
| 17                                | DC  | Jackson Richardson | 2/4            |                         |
| 18                                | ARD | Stéphane Stoecklin | 4/5 (4/5 pen.) |                         |
| Sélectionneur : Daniel Costantini |     |                    |                |                         |

| 1                                 | GB  | Andreï Lavrov           | 14 arrêts       |                                                     |
| 12                                | GB  | Pavel Soukossian        | -               |                                                     |
| 2                                 | ARD | Igor Vassiliev          | 2/3             |                                                     |
| 3                                 | DC  | Dimitri Karlov (de)     | 2/2             | Suspension                                          |
| 7                                 | ALD | Andreï Antonevitch (de) | 3/4             | Suspension                                          |
| 8                                 | ALG | Valeri Gopine           | 5/6             |                                                     |
| 9                                 | ARG | Vassili Koudinov        | 6/11 (1/1 pen.) |                                                     |
| 10                                | DC  | Talant Dujshebaev       | 6/12            |                                                     |
| 11                                | P   | Dimitri Torgovanov      | 0/1             |                                                     |
| 13                                | ARG | Viatcheslav Atavine     | 2/2             | Suspension                                          |
| 14                                | P   | Oleg Grebnev            | 1/1             | Suspension · Suspension · Suspension · Carton rouge |
| 17                                | DC  | Oleg Kisselev           | 1/1             | Suspension                                          |
| Sélectionneur : Vladimir Maksimov |     |                         |                 |                                                     |

## Statistiques et récompenses
Aucun joueur de l'équipe de France n'est élu dans l'équipe-type de la compétition.
Aucun joueur de l'équipe de France n'apparait parmi les 10 meilleurs buteurs ou les 10 meilleurs gardiens de buts de la compétition